# Anyang University
Anyang University (koreanska: 안양 대학교) är ett universitet i Sydkorea.   Det ligger i kommunen Anyang-si och provinsen Gyeonggi, i den nordvästra delen av landet, 20 km söder om huvudstaden Seoul. Anyang University ligger 105 meter över havet.